# Sheilan (banda)
Sheilan es una banda de heavy metal española formada 1987 en Ceuta. Está compuesta por Carlos Jiménez (voz), Carlos Lorda (guitarra y voz), Emilio Sánchez-Ortega (guitarra), Pepe Lázaro (bajo) y Chico Palenzuela (Batería).
En 1989 graban su primer trabajo discográfico en la ciudad de Málaga, España. 
Álbum que contenía ocho temas y que obtuvo muy buenas críticas en los medios especializados.
Durante toda la década de los años 90, graban varias maquetas, pudiendo destacar "Rebelde" o "Fuerza Vital", pero no terminan editando ninguna de ellas. En 2003 realizan su segundo trabajo discográfico, colaborando al bajo Manu López. El Álbum llevó como título "Creyente" y contenía ocho temas, pudiendo destacar la canción que le da nombre al disco o "Locura" y "María", entre otras.

## Historia
Sheilan es un grupo de Heavy metal en español. Sus componentes son Carlos Jiménez, Emilio Sánchez-Ortega, Carlos Lorda, Pepe Lázaro y Chico Palenzuela.
Sus orígenes se remontan al año 1987, cuando Carlos Lorda decide fundar la banda y para ello cuenta con la colaboración de Emilio, amigo del colegio. Unas semanas después se incorporan Pepe Lázaro (quién propone llamar Sheilan a la banda) y Chico Palenzuela.
En 1989 graban su primer trabajo discográfico en la ciudad de Málaga, España. 
Álbum que contenía ocho temas y que obtuvo muy buenas críticas en los medios especializados.
Durante toda la década de los años 90, graban varias maquetas, pudiendo destacar "Rebelde" o "Fuerza Vital", pero no terminan editando ninguna de ellas.
En 2003 graban su segundo trabajo discográfico, colaborando al bajo Manu López. El Álbum llevó como título "Creyente" y contenía ocho temas, pudiendo destacar la canción que le da nombre al disco o "Locura" y "María", entre otras.
En 2010 se une a la banda Carlos Jiménez, hijo de Carlos Lorda, quién ocupa su puesto a la voz, quedándose su padre solo con la guitarra.
En 2012 graban en Madrid su tercer trabajo discográfico, titulado "Para toda la eternidad". Los productores fueron Alberto Seara y Carlos Escobedo, cantante de la mítica banda española Sôber. El estudio fue Cube y lo masterizó Ue Nastasi en Nueva York en los estudios Sterling Sound. Las baterías de este disco fueron todas grabadas por Manu Reyes, batería también de Sôber.
Para la gira presentación de este disco contaron con la ayuda de Luis Luna (Mai) a las baterías y en algunas ocasiones con Gabriel León al bajo.

## Discografía
- Sheilan (1989)
- Creyente (2003)
- Para toda la eternidad (2012)

### Demos
- Sin Salida (1990)
- Fuerza Vital (1991)
- Rebelde (1992)
- Malos Hábitos (1995)
- Recopilación Maquetas (1990-1997)

### Colaboraciones
- Inquietud (con Carlos Escobedo, 2012)
- Para toda la eternidad (Álbum) (con Manu Reyes, 2012)

## Reconocimientos y méritos
- Primer Premio II Edición en Concurso de Música de Algeciras.